# Filip Janković
Filip Janković (serb. cyr. Филип Јанковић, ur. 17 stycznia 1995 w Belgradzie) – serbski piłkarz występujący na pozycji ofensywnego pomocnika w słoweńskim klubie ND Ilirija 1911. Były młodzieżowy reprezentant Serbii, z którą zdobył złoty medal mistrzostw świata do lat 20. w 2015.

## Sukcesy

### Klubowe
FK Crvena zvezda
- Zdobywca Pucharu Serbii: 2011/2012

### Reprezentacyjne
Serbia U-20
- Mistrzostwo Świata do lat 20.: 2015